# Arnon Prasongporn
Arnon Prasongporn (thailändisch อานนท์ ประสงค์พร; * 21. Februar 2000), auch als Non bekannt, ist ein thailändischer Fußballspieler.

## Karriere
Arnon Prasongporn stand bis Dezember 2021 beim Assumption United FC in der Hauptstadt Bangkok unter Vertrag. Der Verein spielte in der dritten Liga. Mit dem Klub trat er in der Western Region der Liga an. Am 22. Dezember 2021 unterschrieb er einen Vertrag beim ebenfalls in der dritten Liga spielenden Pattaya Dolphins United. Mit dem Verein aus dem Seebad Pattaya spielte er in der Eastern Region der Liga. Bei Pattaya stand er bis Anfang Januar 2023 unter Vertrag. Der Dragon Pathumwan Kanchanaburi FC, ein Drittligist, der in der Western Region spielte, nahm ihn Anfang Januar 2023 bis Saisonende unter Vertrag. Am Ende der Saison 2022/23 feierte er mit dem Verein die Meisterschaft der Region sowie den anschließenden Aufstieg in die zweite Liga. Für den Verein aus Kanchanaburi bestritt er sieben Ligaspiele. Nach dem Aufstieg verließ er den Verein und schloss sich Anfang August 2023 in Bangkok dem Zweitligisten Kasetsart FC an. Sein Zweitligadebüt gab Prasongporn am 12. August 2023 (1. Spieltag) im Auswärtsspiel gegen den Chiangmai FC. Bei der 4:1-Niederlage wurde er in der 72. Minute für den Südkoreaner Lee Jong-cheon eingewechselt. Nach neun Ligaspielen in der Hinrunde 2023/24 wechselte er im Januar 2024 zum ebenfalls in der zweiten Liga spielenden Suphanburi FC. Nach neun Ligaspielen für den Verein aus Suphanburi wechselte er im Juli 2024 zum Drittligisten Samut Sakhon City FC. Mit dem Verein aus Samut Sakhon spielt er in der Western Region der Liga. Am Ende der Saison 2024/25 feierte er mit dem Verein die Meisterschaft der Region.

## Erfolge
Dragon Pathumwan Kanchanaburi FC
- Thai League 3 – West: 2022/23  ▲

Samut Sakhon City FC
- Thai League 3 – West: 2024/25